# River Safari
Le River Safari est un parc zoologique et aquarium singapourien conçu sur le thème des rivières. Il est construit sur 12 hectares, nichés entre deux des trois autres zoos que compte la cité-État, le Zoo de Singapour et le Night Safari, qui sont aussi gérés par l'ONG Wildlife Reserves Singapore (en). C'est le premier de son genre en Asie, il comprend notamment des attractions en eau douce et des promenades en bateau. Le safari a été construit pour 160 millions de dollars de Singapour, avec un taux de fréquentation attendu de 820 000 personnes par an. 
La Forêt des Pandas géants a été ouverte au public le 29 novembre 2012. Il fait ainsi partie des rares parcs zoologiques hors de Chine à présenter cette espèce. Le parc a quant à lui été officiellement inauguré le 28 février 2014, et 1,1 million de personnes l'ont visité entre avril 2013 et février 2014.

## Construction

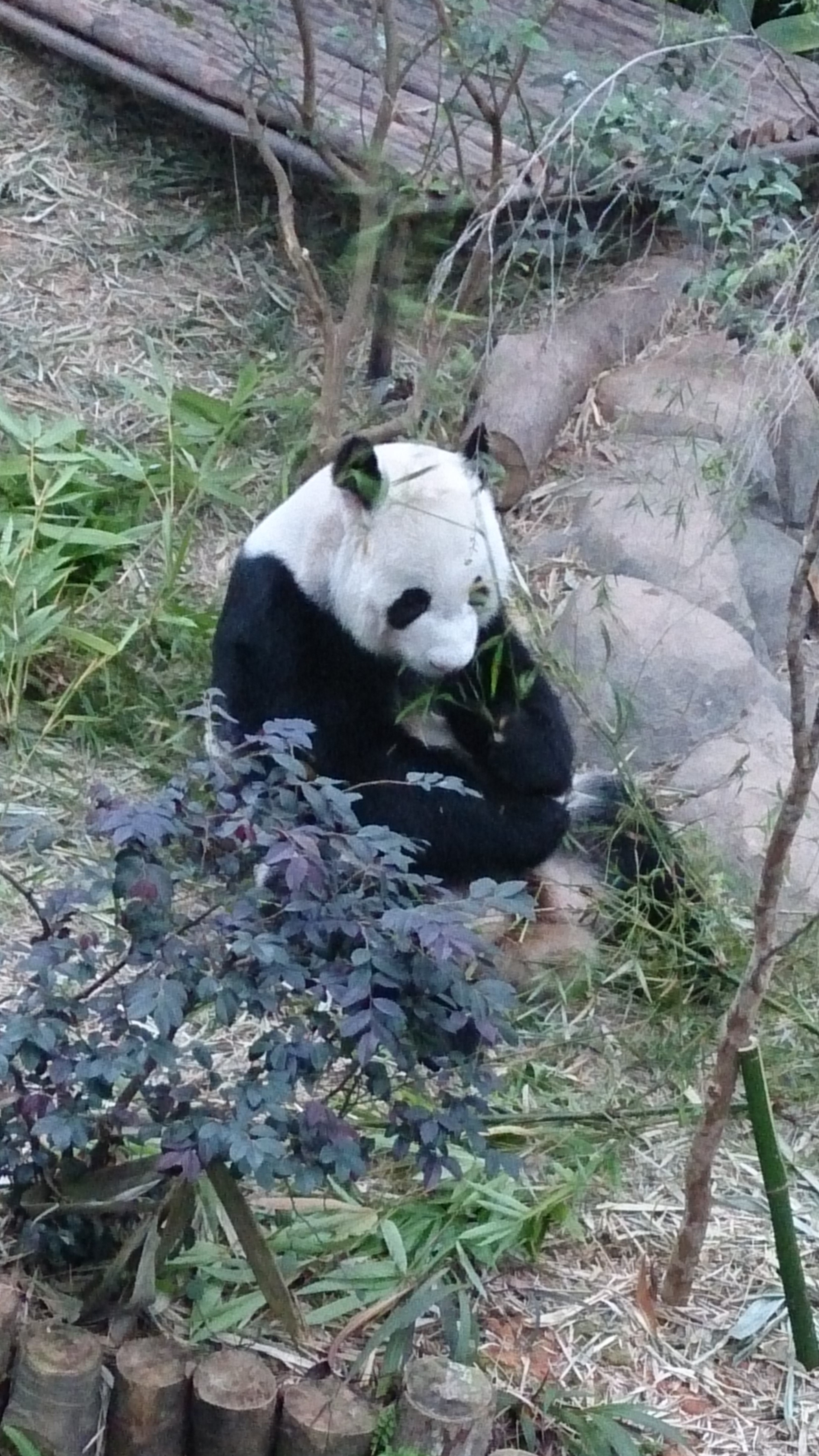
Le panda géant Kai Kai, l'une des principales attractions du River Safari.

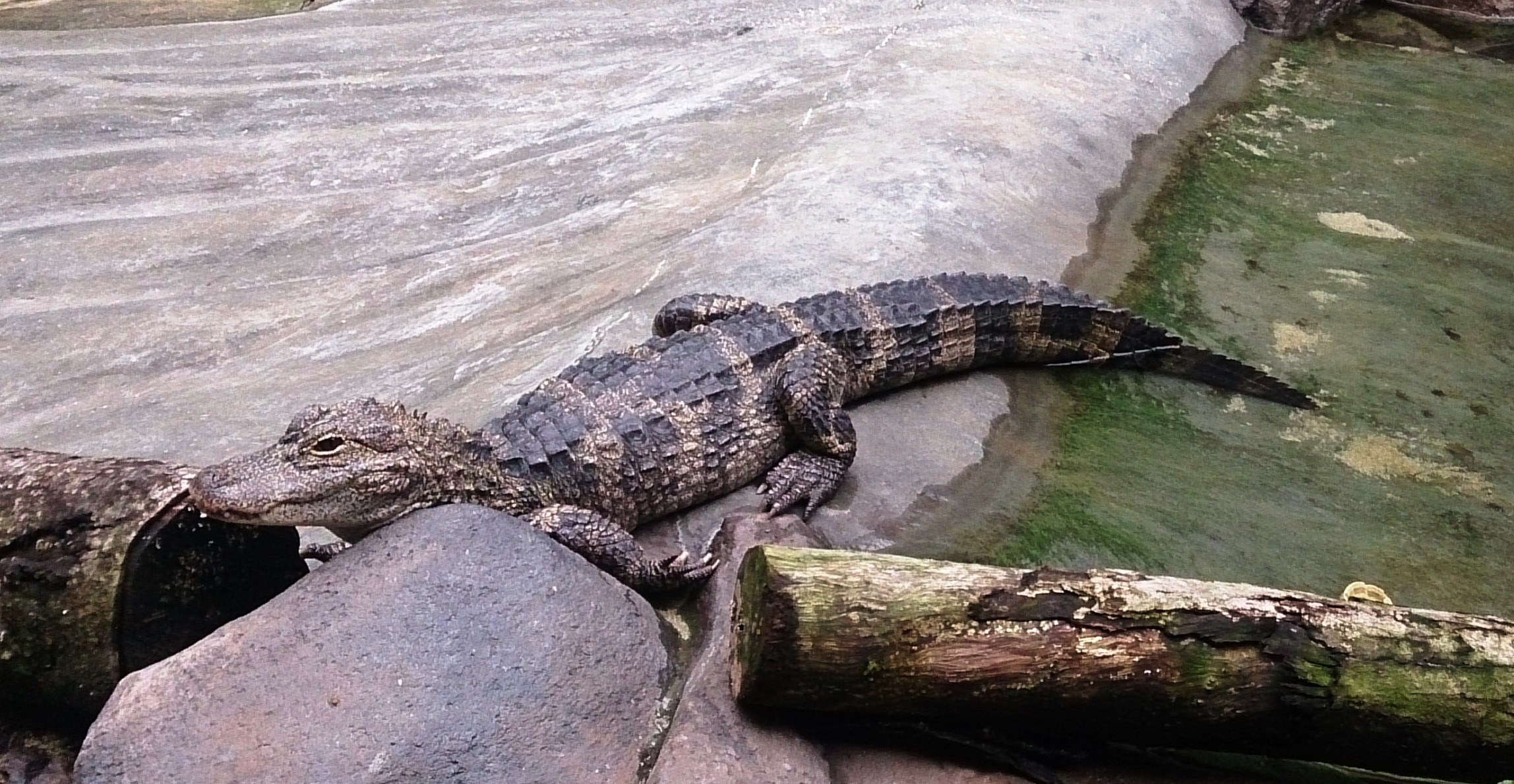
Un alligator de Chine.

La conceptualisation du Safari a commencé début 2007, et sa construction a été annoncée au public le 11 février 2009, avec une date d'achèvement prévue pour la fin 2011. Le projet a été lancé avec un budget estimé à 140 millions de dollars de Singapour et un objectif de taux de fréquentation de 750 000 visiteurs par an. Toutefois, depuis cette annonce en 2009, le budget a augmenté de 20 millions en 2010, en raison de la hausse des coûts de construction. Le taux annuel de fréquentation a aussi été revu à la hausse, à 820 000 visiteurs.
Le parc est construit dans l'enceinte de 89 hectares déjà occupée par le Zoo de Singapour et le Night Safari. Il y occupe 12 hectares, ce qui en fait le plus petit des trois parcs.

## Attractions
Le parc abrite une reconstitution de forêt tropicale, ainsi que des rivières au long desquelles sont présentés divers animaux, des manèges et d'autres attractions.

### Animaux
Le parc se compose de 10 zones représentant différents écosystèmes, avec notamment le Nil, le Yangzi Jiang, le Mississippi, l'Amazone et la Toundra. Il présente environ 5 000 animaux de 300 espèces, dont de nombreuses qui sont menacées. Parmi eux, des anacondas, des anguilles électriques, des raies d'eau douce du Mékong (Dasyatis laosensis), des lamantins des Caraïbes, des poissons-chats géants du Mékong, des pandas géants, des gavials du Gange, des pandas roux, des faisans dorés, des poissons-spatules, des jaguars, des saïmiris, des anguilles électriques, des loutres géantes et des alligators de Chine qui font partie d'un programme d'échange avec le Zoo d'Asahiyama (Hokkaidô, Japon).
L'installation dédiée à la forêt amazonienne, qui abrite les lamantins et les poissons sud-américains, contient 2 000 m3 d'eau retenus par une vitre de 22 mètres sur 4.

### Pandas géants
L'une des principales attractions est le couple de pandas géants – Kai Kai (凯凯) et Jia Jia (嘉嘉) – qui sont logés dans un bâtiment spécialement construit pour eux à température contrôlée qui change pour reproduire les conditions climatiques de leur milieu naturel d'origine. Le zoo cultive sa propre plantation de bambou de 0,8 hectare spécialement dédiée à l'alimentation des pandas géants. Ces pandas font honneur au vingtième anniversaire des relations sino-singapouriennes. Le parc a également reçu une donation de CapitaLand, pour qu'il œuvre à leur conservation. Les noms des deux pandas ont été choisis à partir des propositions du public en 2010. Les pandas, qui sont arrivés en septembre 2012, sont prêtés par la Chine pour dix ans.

### Attractions
Le parc comprend une attraction, Amazon River Quest, dans laquelle les visiteurs parcourent divers enclos dans un petit bateau guidé par le courant. Les enclos présentent plus de 30 espèces de la faune sauvage amazonienne, comme le tapir du Brésil, des capybaras, des hurleurs roux, des ibis rouges, des pécaris à collier, des jaguars, des hurleurs noirs, des tamarins lions à tête dorée et des tamanoirs. Elle a été ouverte aux visiteurs le 7 décembre 2013.
Depuis le  1er août 2014, une croisière de 15 minutes sur le réservoir supérieur de Seletar, permet de se balader sur cette retenue d'eau et de longer le Zoo de Singapour et le Night Safari voisins, donnant aux visiteurs la possibilité d'apercevoir des animaux, comme les girafes et les éléphants d'Asie. Chaque croisière peut prendre jusqu'à 50 passagers.